# Sheridan megye (Montana)
Sheridan megye az Amerikai Egyesült Államokban, azon belül Montana államban található. Megyeszékhelye és legnagyobb városa Plentywood. Lakosainak száma 3539 fő (2020. április 1.). Sheridan megye Divide, Daniels, Roosevelt és Williams megyékkel határos.

## Népesség
A megye népességének változása:
| Lakosok száma | 3374 | 3439 | 3576 | 3668 | 3687 | 3539 |
|               | 2010 | 2011 | 2012 | 2013 | 2015 | 2020 |